# Ar-Rad

Ar-Rad w kaligrafii arabskiej

Ar-Rad, w polskim tłumaczeniu Grzmot lub Grom (arab. ‏الرعد‎ ar-raʻd) – 13. sura Koranu. Zazwyczaj jest zaliczana do sur medyńskich, chociaż uczeni muzułmańscy nie są, co do tego jednomyślni. Niektórzy uznają ją za późną surę okresu mekkańskiego.

## Pochodzenie nazwy
Nazwa sury wywodzi się z wersetu 98.
W tłumaczeniu Józefa Bielawskiego:
„I grzmot głosi Jego chwałę, i aniołowie – z obawy przed Nim. On posyła pioruny i razi nimi, kogo chce, podczas gdy oni dyskutują o Bogu. A On jest straszny w swojej mocy.”
W tłumaczeniu Musy Çaxarxana Czachorowskiego:
„Grom głosi Jego chwałę i aniołowie ze strachu przed Nim. On wysyła pioruny i razi nimi, kogo zechce, podczas gdy oni spierają się o Boga, choć On jest straszny w spełnieniu.”
Warto podkreślić, że (podobnie jak w przypadków nazw większości sur w Koranie), nazwa Ar-Rad nie opisuje tematu całej sury. Jest swego rodzaju słowem-kluczem, którego zwyczajowo używano, aby odróżnić tę surę od innych.

## Główne wątki i postaci w surze Ar-Rad
- Stworzenie świata.
- Allah wie nawet, co jest w łonach.
- Wszechmoc Allaha.
- Aniołowie stróże[5].
- Pozytywne konsekwencje bycia spośród wierzących.
- Negatywne konsekwencje niewiary.
- Pocieszenie dla przechodzących trudności w życiu.
- Prorocy nie mogą dokonać żadnych cudów, jak tylko za pozwoleniem Allaha[4].